# Joe Farrell (Spezialeffektkünstler)
Joe Farrell (* 20. Jahrhundert in Australien) ist ein VFX Supervisor, der 2011 für Hereafter – Das Leben danach sowie 2022 für Shang-Chi and the Legend of the Ten Rings für den Oscar in der Kategorie Beste visuelle Effekte nominiert wurde.

## Leben
Er ging von 1988 bis 1991 auf die Freshwater High School in Sydney und macht 1992 sein Diplom im Bereich Grafikdesign an der TAFE NSW Hornsby in Sydney. In den folgenden Jahren war er bei Unternehmen wie Flix Animation, Digital Pictures und Northwest Imaging & FX angestellt, wo er an Werbespots, Musikvideos und Fernsehserien wie Outer Limits – Die unbekannte Dimension und Andromeda arbeitete.
Es folgten weitere Stationen, bis er schließlich 2003 bei Digital Domain in Los Angeles anfing. Dort war er im Bereich Digitaleffekte an Filmen wie I, Robot, Æon Flux und Der goldene Kompass beteiligt. 2010 wechselte er zu Scanline VFX in Los Angeles, wo er an Spielfilmen wie Percy Jackson – Diebe im Olymp, Battleship und Hereafter – Das Leben danach beteiligt war.

## Filmografie
- 1998–2001: Outer Limits – Die unbekannte Dimension (The Outer Limits, Fernsehserie, drei Folgen)
- 2000–2001: Andromeda
- 2000: Allein unter Nachbarn (The Hughleys)
- 2000: Stargate – Kommando SG-1 (Stargate SG-1)
- 2002: Ghost Ship
- 2002: Jeremiah – Krieger des Donners (Jeremiah) (18 Folgen)
- 2003: Peter Pan
- 2003: Danny Deckchair
- 2004: I, Robot
- 2005: Æon Flux
- 2005: Das Comeback (Cinderella Man)
- 2005: Stealth – Unter dem Radar (Stealth)
- 2006: Flags of Our Fathers
- 2007: Der Goldene Kompass (The Golden Compass)
- 2007: Transformers
- 2007: Triff die Robinsons (Meet the Robinsons)
- 2008: Die Mumie: Das Grabmal des Drachenkaisers (The Mummy: Tomb of the Dragon Emperor)
- 2008: Gran Torino
- 2008: Speed Racer
- 2009: 2012
- 2009: G.I. Joe – Geheimauftrag Cobra (G.I. Joe: The Rise of Cobra)
- 2009: Star Trek
- 2009: Transformers – Die Rache (Transformers: Revenge of the Fallen)
- 2010: Hereafter – Das Leben danach (Hereafter)
- 2010: Percy Jackson – Diebe im Olymp (Percy Jackson & the Olympians: The Lightning Thief)
- 2011: Krieg der Götter (Immortals)
- 2012: Battleship
- 2012: The Amazing Spider-Man
- 2013: Beautiful Creatures – Eine unsterbliche Liebe (Beautiful Creatures)
- 2013: Stirb langsam – Ein guter Tag zum Sterben (A Good Day to Die Hard)
- 2013: The Wolf of Wall Street
- 2014: The Return of the First Avenger (Captain America: The Winter Soldier)
- 2015: Blackhat
- 2015: Anomalisa
- 2016: The Jungle Book
- 2020: Project Power
- 2021: Shang-Chi and the Legend of the Ten Rings